# Новоодеська міська рада
Новооде́ська міська́ ра́да — орган місцевого самоврядування в Новоодеському районі Миколаївської області. Адміністративний центр — місто Нова Одеса.

## Загальні відомості
- Новоодеська міська рада утворена в 1976 році.
- Територія ради: 20,65 км²
- Населення ради: 14 429 осіб (станом на 2001 рік)
- Територією ради протікає річка Південний Буг.

## Населені пункти
Міській раді підпорядковані населені пункти:
- м. Нова Одеса
- с. Криворіжжя

## Склад ради
Рада складається з 36 депутатів та голови.
- Голова ради: Поляков Олександр Петрович
- Секретар ради: Пустовойтенко Олена Петрівна

### Керівний склад попередніх скликань
| Прізвище, ім'я, по батькові | Основні відомості                                                        | Дата обрання | Дата звільнення |
| --------------------------- | ------------------------------------------------------------------------ | ------------ | --------------- |
| Шутяк Юрій Олександрович    | Міський голова, 1967 року народження, член Соціалістичної партії України | 26.03.2006   | 31.10.2010      |
| Поляков Олександр Петрович  | Міський голова, 1975 року народження, освіта вища, безпартійний          | 31.10.2010   |                 |

Примітка: таблиця складена за даними сайту Верховної Ради України

### Депутати
За результатами місцевих виборів 2010 року депутатами ради стали:

#### За суб'єктами висування
| Суб'єкт висування                                       | Кількість обраних депутатів | %    |
| ------------------------------------------------------- | --------------------------- | ---- |
| Партія регіонів                                         | 12                          | 33,3 |
| Єдиний Центр                                            | 6                           | 16,7 |
| Політична партія Всеукраїнське об'єднання «Батьківщина» | 6                           | 16,7 |
| Політична партія «Фронт Змін»                           | 5                           | 13,9 |
| Комуністична партія України                             | 4                           | 11,1 |
| Народна партія                                          | 2                           | 5,6  |
| Політична партія «Сильна Україна»                       | 1                           | 2,8  |

#### За округами
| № округу                                                | Прізвище, ім'я, по батькові         | Дата визнання обраним | Освіта             | Партійна приналежність                        | Відомості про обраного депутата                                                              |
| ------------------------------------------------------- | ----------------------------------- | --------------------- | ------------------ | --------------------------------------------- | -------------------------------------------------------------------------------------------- |
| Єдиний Центр                                            |                                     |                       |                    |                                               |                                                                                              |
| б/м                                                     | Пустовойтенко Олена Петрівна        | 04.11.2010            | вища               | член Єдиного Центру                           | Виконавчий комітет Новоодеської міської ради, керуюча справами міськвиконкому                |
| б/м                                                     | Вітковська Ганна Семенівна          | 04.11.2010            | вища               | член Єдиного Центру                           | ТОВ ТЗПП «Альянс», заступник директора                                                       |
| 1                                                       | Шелудченко Володимир Якович         | 04.11.2010            | вища               | член Єдиного Центру                           | Новоодеська міська рада, юрисконсульт                                                        |
| 2                                                       | Данелюк Олег Андрійович             | 04.11.2010            | вища               | член Єдиного Центру                           | НовоодеськаДЮСШ, директор                                                                    |
| 13                                                      | Бітіньш Руслан Янисович             | 04.11.2010            | вища               | позапартійний                                 | Новоодеська філія TOB «Інтер-фуд», головний інженер                                          |
| 14                                                      | Боєв Олександр Матвійович           | 04.11.2010            | вища               | член Єдиного Центру                           | тимчасово не працює                                                                          |
| Комуністична партія України                             |                                     |                       |                    |                                               |                                                                                              |
| б/м                                                     | Савчук Володимир Васильович         | 04.11.2010            | середня            | член Комуністичної партії України             | пенсіонер                                                                                    |
| б/м                                                     | Богза Анатолій Андрійович           | 04.11.2010            | вища               | член Комуністичної партії України             | пенсіонер                                                                                    |
| б/м                                                     | Миндрул Олександр Петрович          | 04.11.2010            | вища               | член Комуністичної партії України             | Новоодеська загальноосвітня школа I-III ст. № 1, вчитель                                     |
| 16                                                      | Андрєєв Валерій Анатолійович        | 04.11.2010            | вища               | член Комуністичної партії України             | Новоодеськазагальноосвітня школа № 1, вчитель                                                |
| Народна Партія                                          |                                     |                       |                    |                                               |                                                                                              |
| 12                                                      | Косенчук Олександр Володимирович    | 04.11.2010            | вища               | член Народної партії                          | СЕЗ ВАТ «Укртелеком», інженерохорони праці                                                   |
| 18                                                      | Єфремов Валерій Вікторович          | 04.11.2010            | вища               | позапартійний                                 | ФГ «Зоряне», голова                                                                          |
| Партія регіонів                                         |                                     |                       |                    |                                               |                                                                                              |
| б/м                                                     | Середа Лариса Олександрівна         | 04.11.2010            | вища               | член Партії регіонів                          | Сільськогосподарське ЗАТ ім. Т. Г. Шевченка, головний економіст                              |
| б/м                                                     | Косенчук Олена Михайлівна           | 04.11.2010            | вища               | член Партії регіонів                          | Новоодеська ЦРЛ, заступник головного лікаря                                                  |
| б/м                                                     | Аніщенко Людмила Миколаївна         | 04.11.2010            | вища               | член Партії регіонів                          | Новоодеська загальноосвітня школа № 2 I-III ст., директор                                    |
| б/м                                                     | Грич Антоніна Леонідівна            | 04.11.2010            | вища               | член Партії регіонів                          | Новоодеська загальноосвітня школа № 3 I-III ст., директор                                    |
| б/м                                                     | Гузенко Іванна Петрівна             | 04.11.2010            | вища               | член Партії регіонів                          | Новоодеська гуманітарна гімназія, директор                                                   |
| б/м                                                     | Васильєв Сергій Миколайович         | 04.11.2010            | вища               | член Партії регіонів                          | Фінансове управління Новоодеської районної державної адміністрації, начальник                |
| 3                                                       | Журба Ігор Миколайович              | 04.11.2010            | вища               | член Партії регіонів                          | Новоодеська міська рада, начальник відділу ЖКГ                                               |
| 4                                                       | Яковлєва Надія Климентіївна         | 04.11.2010            | вища               | член Партії регіонів                          | КП"Благоз", контролер                                                                        |
| 6                                                       | Заболотня Алла Асхатівна            | 04.11.2010            | вища               | член Партії регіонів                          | Територіальне відокремленебезбалансовевідділення Миколаївського відділення Ощадбанкку, касир |
| 7                                                       | Каращук Тетяна Миколаївна           | 04.11.2010            | вища               | член Партії регіонів                          | Новоодеськазагальноосвітня школа № 2, вчитель                                                |
| 9                                                       | Журавель Віталій Григорович         | 12.11.2012            | вища               | член Партії регіонів                          | Центральна районна лікарня, лікар-хірург                                                     |
| 11                                                      | Трофимович В'ячеслав Дмитрович      | 04.11.2010            | вища               | член Партії регіонів                          | ФГ"Трофимович", голова                                                                       |
| Політична партія Всеукраїнське об'єднання «Батьківщина» |                                     |                       |                    |                                               |                                                                                              |
| б/м                                                     | Ігнатова Валентина Іванівна         | 04.11.2010            | середня спеціальна | член Всеукраїнського об'єднання «Батьківщина» | Новоодеська районна організація інвалідів, голова                                            |
| б/м                                                     | Гузенко Віталій Васильович          | 04.11.2010            | вища               | член Всеукраїнського об'єднання «Батьківщина» | пенсіонер                                                                                    |
| б/м                                                     | Кшевінський Володимир Володимирович | 21.12.2010            | вища               | член Всеукраїнського об'єднання «Батьківщина» | ВАПТ «Укртелеком», цех № 7, інженер електрозв'язку                                           |
| 5                                                       | Білоус Галина Володимирівна         | 04.11.2010            | вища               | член Всеукраїнського об'єднання «Батьківщина» | Новоодеськеуправління експлуатації газового господарства, інженерконтролер                   |
| 10                                                      | Маліцька Надія Олександрівна        | 04.11.2010            | середня            | член Всеукраїнського об'єднання «Батьківщина» | пенсіонер                                                                                    |
| 15                                                      | Ващенко Олександр Анатолійович      | 04.11.2010            | вища               | член Всеукраїнського об'єднання «Батьківщина» | Суб'єкт підприємницької діяльності                                                           |
| Політична партія «Сильна Україна»                       |                                     |                       |                    |                                               |                                                                                              |
| б/м                                                     | Білоус Микола Сергійович            | 04.11.2010            | вища               | член Політичної партії «Сильна Україна»       | приватний підприємець                                                                        |
| Політична партія «Фронт Змін»                           |                                     |                       |                    |                                               |                                                                                              |
| б/м                                                     | Іпатенко Раїса Іванівна             | 04.11.2010            | вища               | член Політичної партії «Фронт Змін»           | приватний підприємець                                                                        |
| б/м                                                     | Немченко Валерій Вікторович         | 04.11.2010            | вища               | член Політичної партії «Фронт Змін»           | ММ УВГ, начальник насосних станцій                                                           |
| б/м                                                     | Бобілюк Надія Володимирівна         | 04.11.2010            | вища               | член Політичної партії «Фронт Змін»           | приватний підприємець                                                                        |
| 8                                                       | Попов Сергій Сергійович             | 04.11.2010            | вища               | член Політичної партії «Фронт Змін»           | приватний підприємець, директор                                                              |
| 17                                                      | Клюшник Світлана Василівна          | 04.11.2010            | вища               | член Політичної партії «Фронт Змін»           | Новоодеськийпрофесійнийаграрний ліцей, заступникдиректора                                    |